# Pilot de l'any Solo Moto
El Pilot de l'any Solo Moto, anomenat oficialment, en castellà, Piloto del Año Solo Moto, fou un guardó que atorgava anualment la revista Solo Moto al pilot de motociclisme més reeixit de l'any segons votació popular. Hi havia diverses categories de guardonats per modalitat (pilots de velocitat, trial, motocròs i enduro) i per origen (pilots espanyols i estrangers), d'entre els guanyadors de les quals en sortien els dos principals: el pilot de l'any espanyol i el pilot de l'any estranger. Instaurat el 1975, el guardó es va lliurar anualment fins al 2012.

## Història
Solo Moto va crear el guardó al Pilot de l'any el mateix any de la fundació de la revista, el 1975. El període de votació s'obria a finals d'any, normalment a mitjan octubre, i es mantenia actiu fins al darrer número del desembre. Els exemplars editats durant aquestes setmanes incloïen una butlleta retallable que calia enviar per correu ordinari a la seu de la redacció, a Barcelona. Al gener se'n feia el recompte i es publicava la llista de guanyadors, els quals rebien el premi en una cerimònia oberta al públic celebrada a finals de mes. D'altra banda, les butlletes rebudes entraven en un sorteig de diversos premis (normalment, motocicletes d'alta gamma).
Les dues primeres cerimònies de lliurament de premis, celebrades els anys 1976 i 1977, van tenir lloc a la sala d'actes de Cobega, la seu de Coca-Cola a Barcelona, al carrer Guipúscoa. De cara a la tercera, corresponent al Pilot de l'any de 1977, el director de la revista, Jaume Alguersuari, va decidir de crear un esdeveniment multitudinari per a l'ocasió i fou així com va néixer el Trial Indoor Solo Moto, una prova innovadora que marca el naixement de la modalitat del trial en pista coberta i que s'ha anat celebrant anualment des d'aleshores fins a l'actualitat, ara amb el nom de X-Trial de Barcelona.
El I Trial Indoor Solo Moto es va celebrar al Palau Municipal d'Esports de Barcelona, al carrer Lleida, el 24 de gener de 1978. Per tal d'accedir-hi, els espectadors havien d'ensenyar un exemplar de la revista i va ser tanta l'expectació que molts assistentes es van quedar al carrer en haver-se superat l'aforament del recinte (9.000 persones). Durant la prova es van lliurar els premis als pilots de l'any enmig d'un gran espectacle. Aquest format (Trial Indoor i lliurament de premis) es va mantenir invariable fins a la darrera edició del premi, el 2012, per bé que, aviat, l'esdeveniment va passar a ser de pagament. A començaments de la dècada del 1990, el Trial Indoor i la corresponent cerimònia de lliurament de premis es van traslladar al nou Palau Sant Jordi, amb capacitat per a 18.000 espectadors.
A partir del 2003, el diari esportiu As va col·laborar amb Solo Moto en l'organització i celebració del premi.

## Llista de guardonats
Fonts:
| mx | Motocròs  |
| tr | Trial     |
| v  | Velocitat |

| Ed.     | Any  | Espanyol       | Espanyol | Estranger         | Estranger |
| Ed.     | Any  | Pilot          | Mod.     | Pilot             | Mod.      |
| ------- | ---- | -------------- | -------- | ----------------- | --------- |
| I       | 1975 | Manuel Soler   | tr       | Johnny Cecotto    | v         |
| II      | 1976 | Víctor Palomo  | v        | Roger De Coster   | mx        |
| III     | 1977 | Ricardo Tormo  | v        | Barry Sheene      | v         |
| IV      | 1978 | Toni Gorgot    | tr       | Kenny Roberts     | v         |
| V       | 1979 | Ángel Nieto    | v        | Bernie Schreiber  | tr        |
| VI      | 1980 | Toni Arcarons  | mx       | Ulf Karlson       | tr        |
| VII     | 1981 | Ángel Nieto    | v        | Marco Lucchinelli | v         |
| VIII    | 1982 | Ángel Nieto    | v        | Barry Sheene      | v         |
| IX      | 1983 | Sito Pons      | v        | Freddie Spencer   | v         |
| X       | 1984 | Sito Pons      | v        | Eddie Lawson      | v         |
| XI      | 1985 | Joan Garriga   | v        | Freddie Spencer   | v         |
| XII     | 1986 | Sito Pons      | v        | Carlos Lavado     | v         |
| XIII    | 1987 | Jordi Tarrés   | tr       | Anton Mang        | v         |
| XIV     | 1988 | Sito Pons      | v        | Eddie Lawson      | v         |
| XV      | 1989 | Àlex Crivillé  | v        | Kevin Schwantz    | v         |
| XVI     | 1990 | Carles Cardús  | v        | John Kocinski     | v         |
| XVII    | 1991 | Jordi Tarrés   | tr       | Jean-Michel Bayle | mx        |
| XVIII   | 1992 | Àlex Crivillé  | v        | Mick Doohan       | v         |
| XIX     | 1993 | Jordi Tarrés   | tr       | Wayne Rainey      | v         |
| XX      | 1994 | Alberto Puig   | v        | Mick Doohan       | v         |
| XXI     | 1995 | Alberto Puig   | v        | Mick Doohan       | v         |
| XXII    | 1996 | Àlex Crivillé  | v        | Mick Doohan       | v         |
| XXIII   | 1997 | Àlex Crivillé  | v        | Mick Doohan       | v         |
| XXIV    | 1998 | Àlex Crivillé  | v        | Mick Doohan       | v         |
| XXV     | 1999 | Àlex Crivillé  | v        | Valentino Rossi   | v         |
| XXVI    | 2000 | Emili Alzamora | v        | Valentino Rossi   | v         |
| XXVII   | 2001 | Toni Elías     | v        | Valentino Rossi   | v         |
| XXVIII  | 2002 | Fonsi Nieto    | v        | Alex Barros       | v         |
| XXIX    | 2003 | Dani Pedrosa   | v        | Valentino Rossi   | v         |
| XXX     | 2004 | Dani Pedrosa   | v        | Valentino Rossi   | v         |
| XXXI    | 2005 | Dani Pedrosa   | v        | Valentino Rossi   | v         |
| XXXII   | 2006 | Dani Pedrosa   | v        | Valentino Rossi   | v         |
| XXXIII  | 2007 | Dani Pedrosa   | v        | Casey Stoner      | v         |
| XXXIV   | 2008 | Dani Pedrosa   | v        | Valentino Rossi   | v         |
| XXXV    | 2009 | Jorge Lorenzo  | v        | Valentino Rossi   | v         |
| XXXVI   | 2010 | Marc Márquez   | v        | Valentino Rossi   | v         |
| XXXVII  | 2011 | Carles Checa   | v        | Casey Stoner      | v         |
| XXXVIII | 2012 | Marc Márquez   | v        | Casey Stoner      | v         |

## Estadístiques

### Guardonats múltiples
| Guardons | Pilot           |
| -------- | --------------- |
| 10       | Valentino Rossi |
| 6        | Àlex Crivillé   |
| 6        | Mick Doohan     |
| 6        | Dani Pedrosa    |
| 4        | Sito Pons       |
| 3        | Ángel Nieto     |
| 3        | Casey Stoner    |
| 3        | Jordi Tarrés    |
| 2        | Eddie Lawson    |
| 2        | Marc Márquez    |
| 2        | Alberto Puig    |
| 2        | Barry Sheene    |
| 2        | Freddie Spencer |

### Guardonats per modalitat
| Modalitat | Guardonats |
| --------- | ---------- |
| Velocitat | 66         |
| Trial     | 7          |
| Motocròs  | 3          |
| Total     | 76         |